# Idaea diluta
Idaea diluta là một loài bướm đêm trong họ Geometridae.